# Nevidno zlo: Maščevanje
Nevidno zlo: Maščevanje (izvirni angleški naslov: Resident Evil: Retribution), je akcijska znanstvenofantastična grozljivka iz leta 2012. Film je delo režiserja in scenarista Paula W. S. Andersona. Je peto nadaljevanje iz filmske serije Nevidno zlo (Resident Evil), posnete po Capcomovi video igri Nevidno zlo (Resident Evil). Je tretji del, kjer je scenarist in režiser Paul W. S. Anderson.
Nevidno zlo: Maščevanje je neposredno nadaljevanje Nevidnega zla: Drugi svet (Resident Evil: Afterlife), in se osredotoča na Alice (Milla Jovovich), katero ugrabi Umbrella Corporation in jo prisili da pobegne iz podzemne stavbe na severnem polu, ki jo uporablja za testiranje T-virusa. V filmu se pojavi veliko novih likov in tudi likov iz prejšnjih filmov. Snemanje je potekalo od oktobra do decembra 2011, in na mednarodna platna izšlo 14. septembra 2012.
Film je izšel v 2D, 3D in IMAX 3D tehniki, ter zaslužil več kot 240 milijonov $ po vsem svetu. Filmski kritiki so kritizirali predvsem like, vsebino, igranje in vizualne efekte. Film je bil na Blu-ray in na DVD izdan 21. decembra 2012.

## Vsebina
Alice in ostale na ladji Arcadia napadejo enote podjetja Umbrella, ki jih vodi Alicina nekdanja prijateljica Jill Valentine. Alice ugrabijo, medtem ko je usoda Chrisa Redfielda, Claire Redfield in K-Mart neznana.
Alice se zbudi v podzemni stavbi, kjer jo nagovori Jill. Ko zmanjka elektrike, Alice pobegne in se znajde v simuliranem trgu Shibuya v Tokiu. Ko pobegne skupini zombijev, spozna Ado Wong, eno izmed najboljših agentk Alberta Weskerja. Ada ji pojasni, da z Weskerjem ne služita več Umbrelli, ter da ji je ravno on pomagal pobegniti. Na zaslonu se pojavi Wesker in pojasni, da Umbrello zdaj vodi Rdeča kraljica. Ada pojasni, da se trenutno nahajata pod morjem blizu Kamčatke, nekdanjega oporišča Sovjetske Zveze. To območje zdaj uporablja Umbrella, da preizkuša učinkovitost T-virusa. Ada in Alice srečata reševalno odpravo, ki jo sestavljajo Leon Kennedy, Barry Burton in Alicin prijatelj iz Los Angelesa Luther West. Leonova ekipa ima namen postaviti eksploziv po zgradbi in a čez dve uri aktivirati, kar bi povzročilo njeno uničenje. Dogovorijo se, da se srečajo v Racoon Cityu. Alice in Ada se znajdeta v simuliranem New Yorku, medtem ko Leonova ekipa vstopi v simulacijo Moskve, vendar jih napadejo zombiji.
V predmestju Alice in Ada spoznata Becky, gluho hčerko Alicinega klona, ki zdaj misli da je Alice njena mama. Prav tako srečajo nekdanje prijatelje Ona, Rain Ocampo in Carlosa Olivero, ki so bili poslani da jih ujamejo. Ada in Alice se ločita. Alice z Becky kmalu sreča še en Rainin klon, ki je bila prijateljica Beckyine mame, zato ji Alice da orožje. Alice pomaga Leonovi ekipi in kmalu se vsi razen Barrya in Raininega dobrega klona, živi vrnejo na površje.
Alice se na površju spopade z Jill, Rain pa s Lutherjem in Leonom. Rain zaradi svoje nečloveške moči ubije Lutherja in onesposobi Leona. Alice odstrani Jill verižico, zaradi katere je izgubila spomin in jo vrne v normalno stanje. Ker ugotovijo, da Rain ne morejo ubiti, jo prepustijo plavajočim zombijem pod vodno gladino. Alice, Ada, Becky, Leon in Jill se odpravijo k Weskerju, ki je zabarikadiran v Beli hiši skupaj z enotami ameriške vojske. Alice se sreča s Weskerjem v Ovalni pisarni, kjer ji vbrizga T-virus, ki ji vrne nadčloveške moči. Na strehi Wesker pojasni, da želi Rdeča kraljica izkoreniniti človeštvo, ter da so oni edino upanje. Zadnja scena prikaže vojsko, ki se bori proti številčnejšim hordam okuženih.

## Igralci
- Milla Jovovich kot Alice, nekdaj zaposlena za varnost pri Umbrelli, ki se je izkazala za izjemno bojevnico, zato so jo Umbrellini znanstveniki ugrabili po okužbi Panja in izvajali poskuse na njej. Odkar se je T-virus razširil iz Rakunjega Mesta po svetu, je v sožitju z virusom na celični ravni, kar ji daje nadčloveške sposobnosti, ki pa so ji bile odvzete v prejšnjem filmu. Želi se maščevati Umbrelli za smrti njenih prijateljev in katastrofo, ki so jo povzročili. Umbrellaje klonirala Alice večkrat, tako je nastal tudi njen klon, kjer je poročena s Carlosom v Umbrellinem simulacijskem sistemu za testiranje izbruha virusa.
- Sienna Guillory kot Jill Valentine, nekdanja članica S.T.A.R.S in policistka v Rakunjem Mestu, ki je pomagala Alice pobegniti iz mesta, po tem pa izginila. Kasneje jo je ugrabila Umbrella in ji oprala možgane s pomočjo naprave, ki jo je imela na prsih. Njena naloga je bila, da ujame Alice in Ado.
- Michelle Rodriguez kot Rain Ocampo, članica izvirne Umbrelline ekipe, ki je bila poslana v Panj, kjer je umrla, ko je pomagala Alice in ostalim pobegniti. Umbrella je kasneje ustvarila dva njena klona; enega je uporabljala v simulacijah, drugega pa za lov na Alice.
- Aryana Engineer kot Becky, klon, ki igra vlogo gluhe hčerke klonirane Alice. Kasneje jo reši prava Alice.
- Shawn Roberts kot Albert Wesker, nekdanji vodja podjetja Umbrella, ki spremeni svojo mišljenje in prizna Alice kot usodo človeštva, zato pomaga njej in Adi pobegniti iz Umbrellinega objekta.
- Li Bingbing kot Ada Wong, nekdanja zaposlena pri Umbrelli in ena izmed najboljših Weskerjevih agentk, ki več ne služi Umbrelli in pomaga Alice med njenim begom iz objekta. 
  - glas ji je posodila Sally Cahill
- Johann Urb kot Leon S. Kennedy, vodja reševalne ekipe, ki jo je poslal Wesker, da bi pomagala pobegniti Alice iz Umbrellinega objekta.
- Boris Kodjoe kot Luther West, eden izmed Alicinih zaveznikov, ki je preživel izbruh virusa v Los Angelesu in je sedaj član Weskerjeve reševalne ekipe.
- Oded Fehr kot nekdanji Umbrellin vojak, ki se je izkazal za izjemnega bojevnika Carlosa Olivero, eden izmed Alicinih najbližjih prijateljev in tudi ljubezen, ki ji je pomagal pobegniti iz mesta. V puščavi v Nevadi, se je žrtvoval, da bi pomagal drugim. Umbrella je ustvarila dva njegova klona in ju uporabila za simulacije, kjer je igral vlogo Alicine žene in Beckyinega očeta, ter za člana Jilline ekipe, ki je bila na lovu za Alice v Umbrellinem objektu.
- Kevin Durand kot Barry Burton, kot član reševalne ekipe, ki jo je poslal Wesker, da bi pomagali Alice.
- Colin Salmon kot James "One" Shade, vodja izvrne Umbrelline ekipe, ki je bila poslana v Panj, vendar ga je ubila Rdeča Kraljica, ko jo je skušal izklopiti skupaj s svojo ekipo. Po njegovi smrti je Umbrella uporabila njegov DNK, da ga je lahko klonirala in ga včlanila v Jillino ekipo, da bi ujela Alice.
- Megan Charpentier kot Rdeča Kraljica, umetna inteligenca, ki nadzoruje Umbellin objekt in Alice, ter želi uničiti človeštvo.
  - glas ji je posodila Ave Merson-O'Brian
- Mika Nakashima kot japonsko dekle, eden izmed prvih klonov, ki začne širiti okužbo po sektorju Tokio v Umbrellinem objektu.